# Spiroxya macroxeata
Spiroxya macroxeata är en svampdjursart som först beskrevs av Calcinai, Bavestrello, Cerrano och Sarà 200.  Spiroxya macroxeata ingår i släktet Spiroxya och familjen Alectonidae.
Artens utbredningsområde är Taiwan. Inga underarter finns listade i Catalogue of Life.